# Kallstroemia adscendens
Kallstroemia adscendens là một loài thực vật có hoa trong họ Zygophyllaceae. Loài này được (Andersson) B.L. Rob. miêu tả khoa học đầu tiên năm 1902.